# تیم ملی والیبال زنان اسپانیا
تیم ملی والیبال زنان اسپانیا تیم ملی والیبال زنان کشور اسپانیا است.

## نتایج

### المپیک تابستانی
- ۱۹۹۲ — جایگاه ۸ام